# Amata rubicunda
Amata rubicunda là một loài bướm đêm thuộc phân họ Arctiinae, họ Erebidae.